# صومعه گاندزاسار
صومعه گاندزاسار یا گَنج‌سر (به ارمنی Գանձասար - به انگلیسی Gandzasar monastery)، یکی از صومعه‌های ارمنی در منطقه مارتاکرت در جمهوری آرتساخ است. این صومعه در نزدیکی روستای ونک واقع شده و در سده سیزده میلادی بنا شده‌است. نام ارمنی آن یعنی گاندزاسار تلفظی ارمنی از واژه گنج‌سر فارسی است و معنای آن نیز «صومعه گنج روی تپه» است.

## تاریخ
بنا بر مورخان سده وسطی، از جمله «یرمیا چلبی کومورجیان» [Eremia Cheleby Keomurjian]، این صومعه توسط گریگور روشنگر در سده چهارم میلادی پایه‌گذاری شده‌است. گاندزاسار در سال‌های ۱۴۰۰ تا ۱۸۱۶ میلادی یکی از مقرهای کلیسای حواری ارمنی بوده و هم‌اکنون مقر اسقف اعظم پارکو ماردیروسیان، خلیفه آرتساخ است. «کلیسای جامع یحیی تعمید دهنده مقدس» در بین سال‌های ۱۲۱۶ تا ۱۲۳۸ میلادی به دستور حسن جلال واختانگیان، حاکم ارمنی استان خاچن آرتساخ بنا شده‌است.
آناتولی یاکوبسون، کارشناس هنر قرون وسطی، این صومعه را «دائرةالمعارف هنر ارمنی در سده سیزدهم میلادی» نامیده‌است. سنگ نوشته مربوط به ساخت این کلیسا روی دیوار غربی آن قرار دارد و مقبره «حسن جلالیان» و سایر حکام «خاچن» در همین کلیسا می‌باشد. در مجموع حدود دویست سنگ نوشته ارمنی در صومعه «گاندزاسار» وجود دارد.
در اواخر سده ۱۲ و اوایل سده ۱۳ میلادی معماری ارمنی دوباره شکوفا شد و صومعه‌های ارمنستان از جمله گاندزاسار به مراکز هنر، معماری و محل کتابت و تصویرنگاری دست نوشته‌های ارمنی بدل شدند. در محوطه این صومعه تعداد زیادی صلیب‌های سنگی قدیمی چلیپاسنگ وجود دارد. کلیسای یحیی مقدس همانند کلیسای صلیب مقدس در جزیره آختامار دارای حجاری‌های متعدد از جمله عیسی روی صلیب، آدم و حوا و غیره است.

## نگارخانه

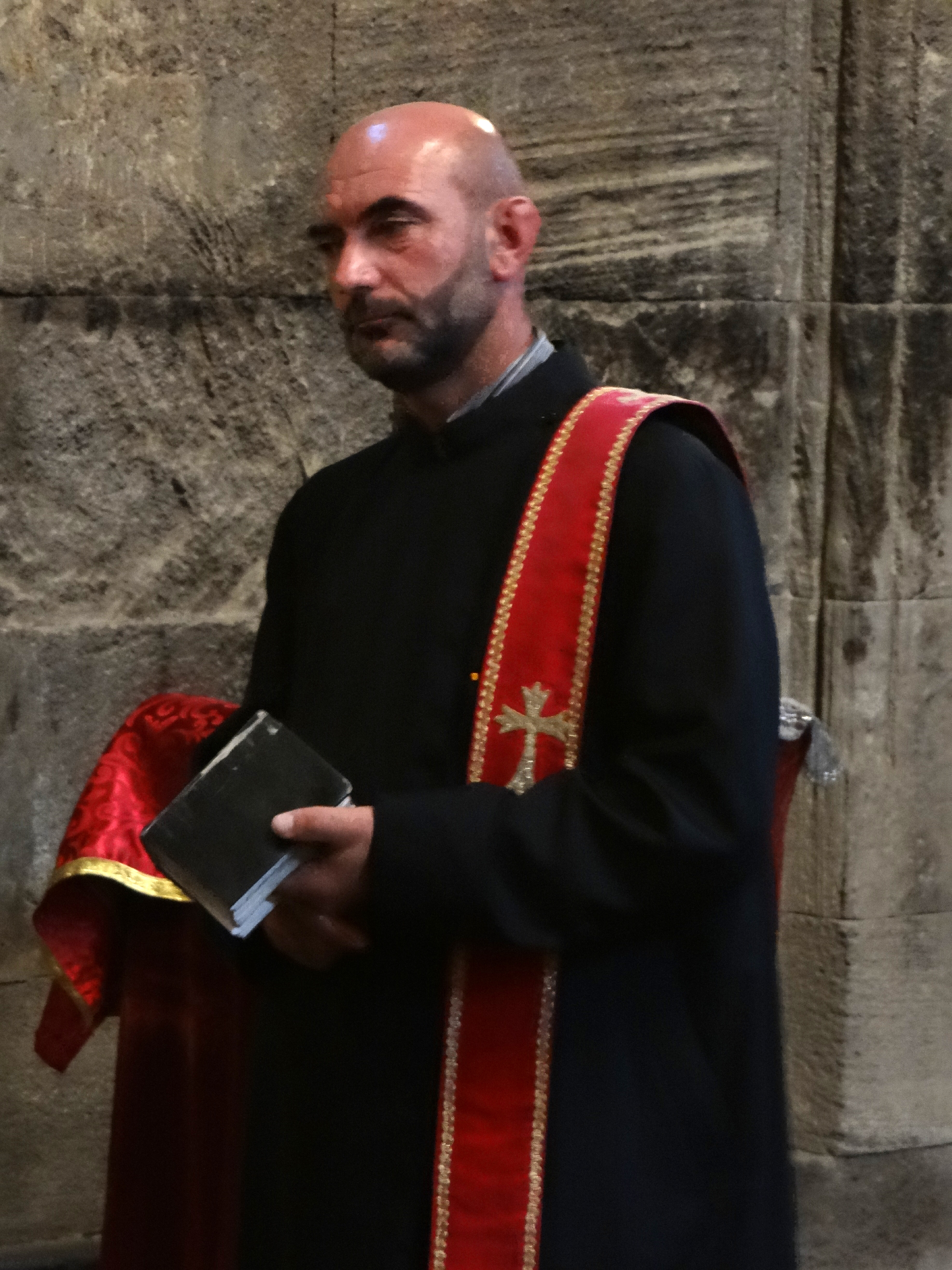
اجرای مراسم غسل تعمید توسط کشیش در صومعه گاندزاسار
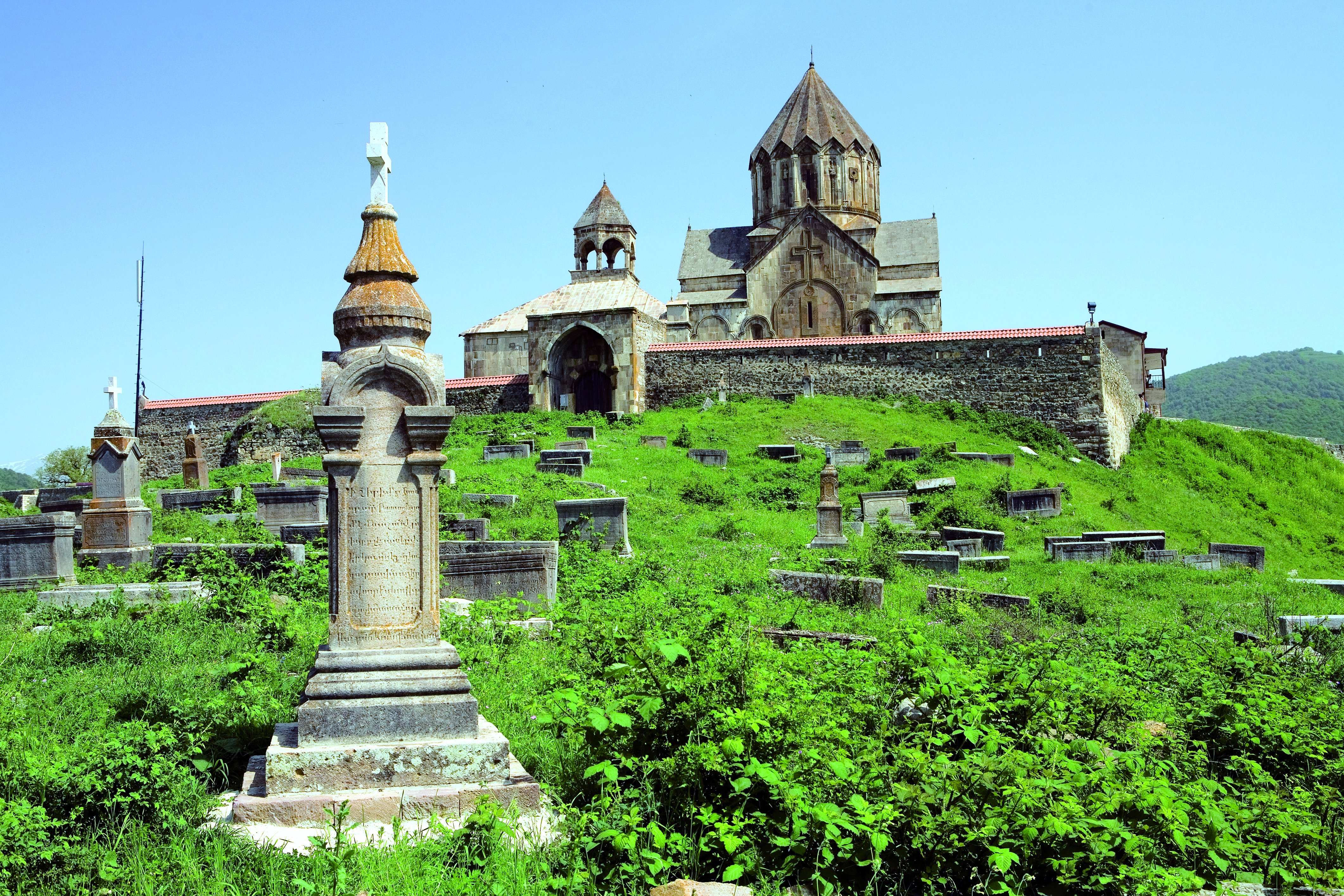
کلیسای گاندزاسار
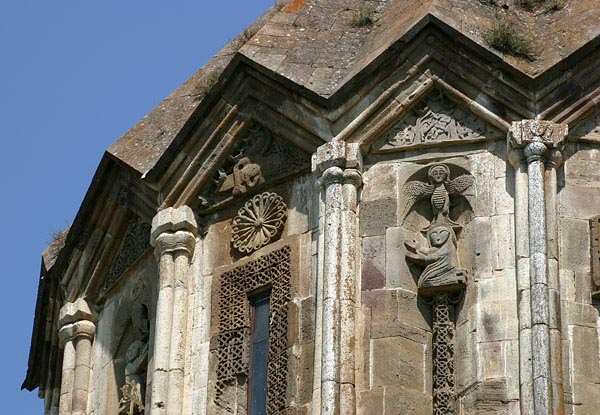
گنبد کلیسای جامع یحیی تعمید دهنده مقدس
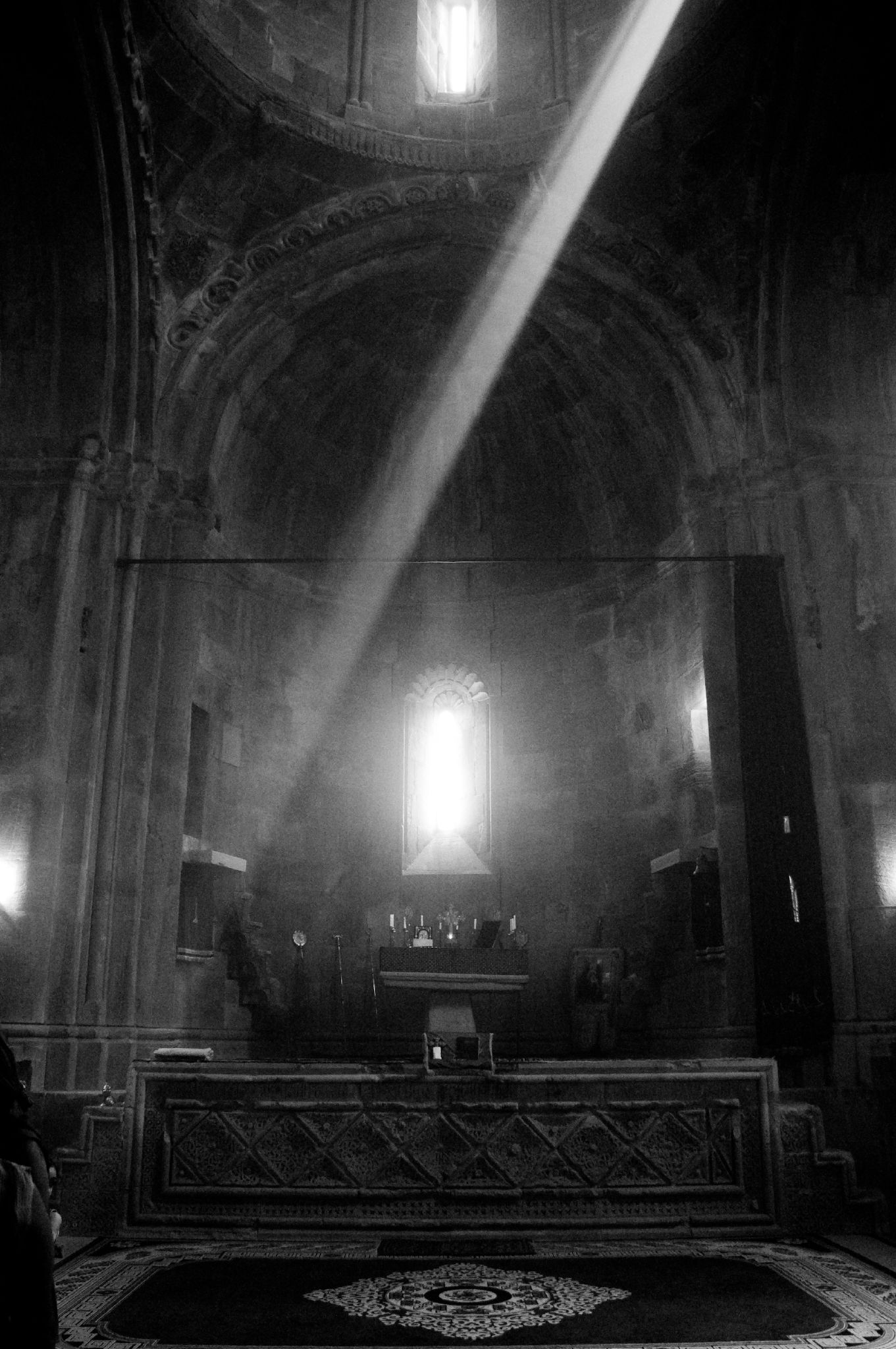
کلیسای جامع یحیی تعمید دهنده مقدس
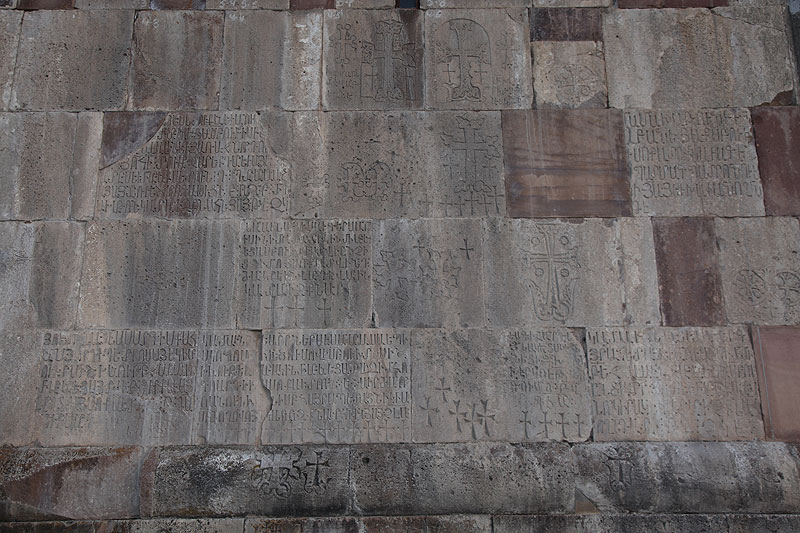
کتیبه به زبان ارمنی بر روی دیوار کلیسای گاندزاسار
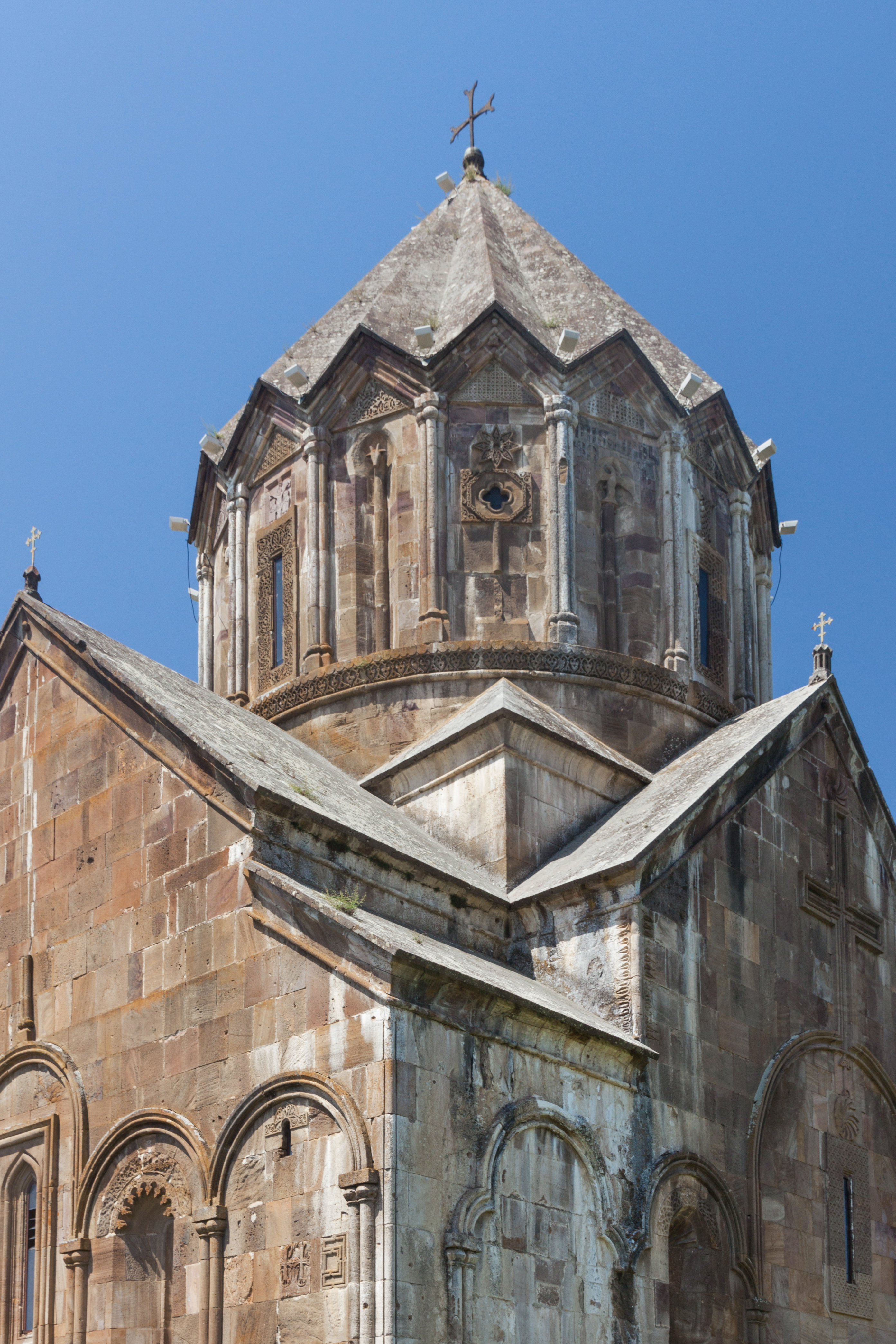
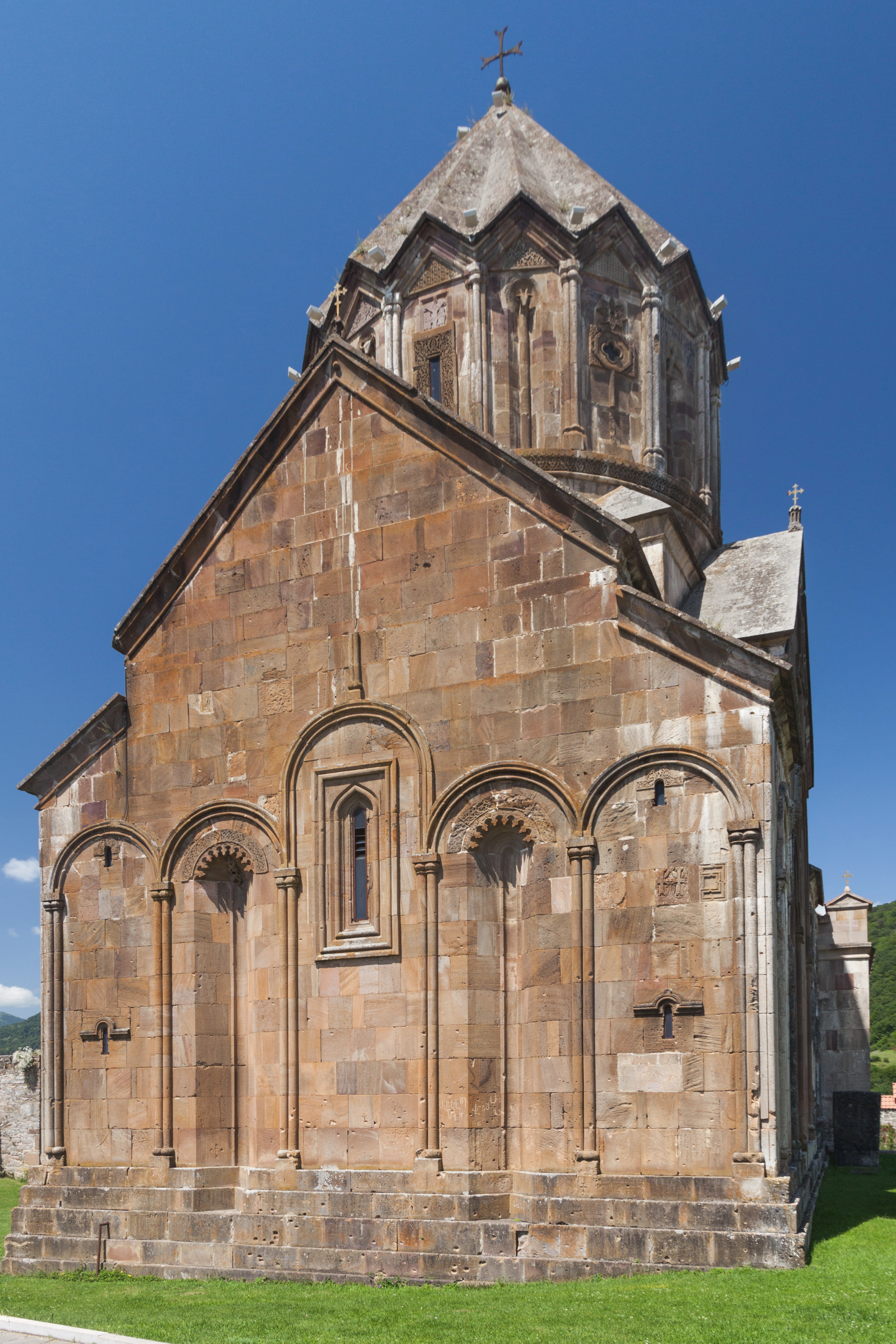
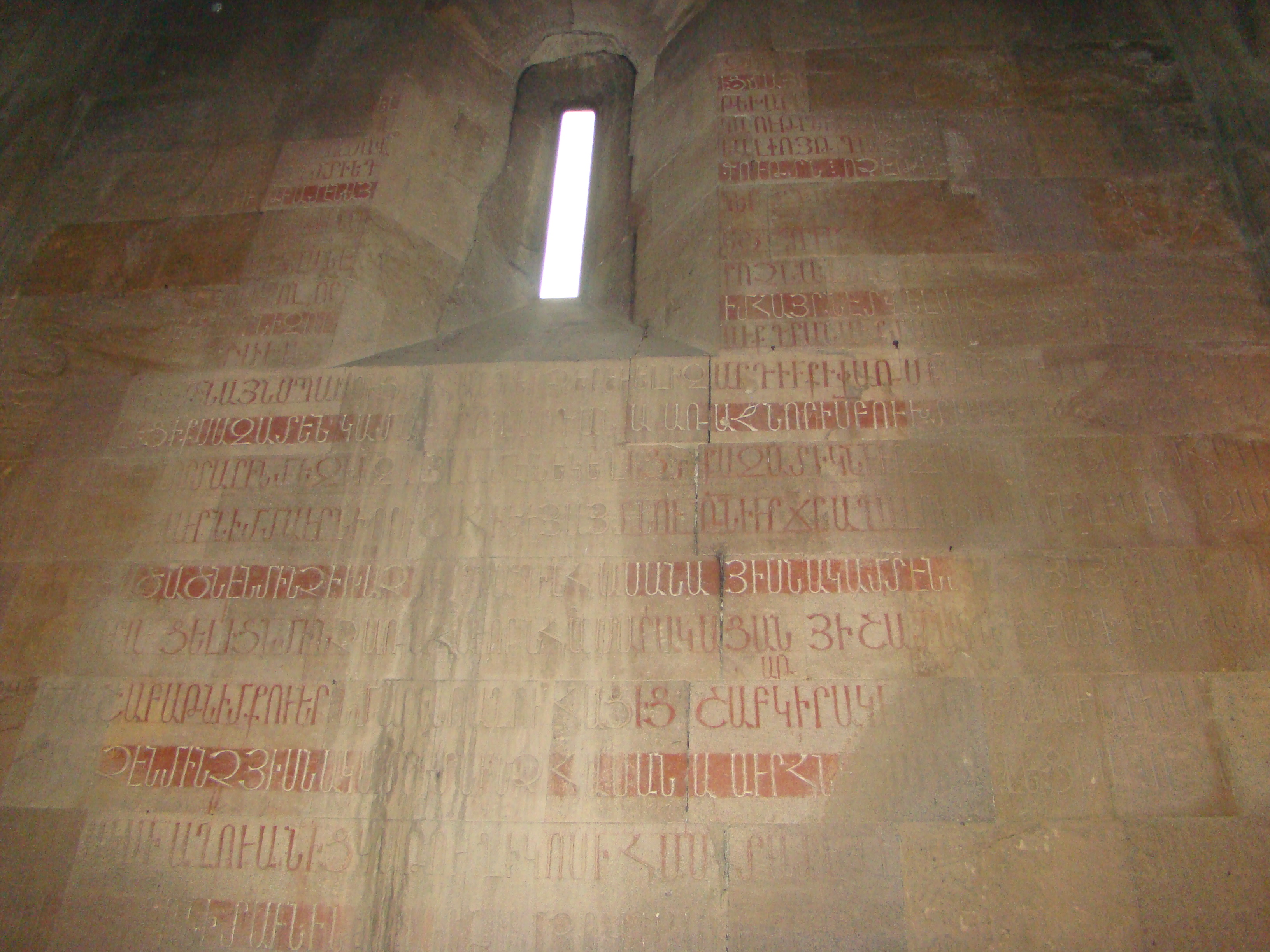
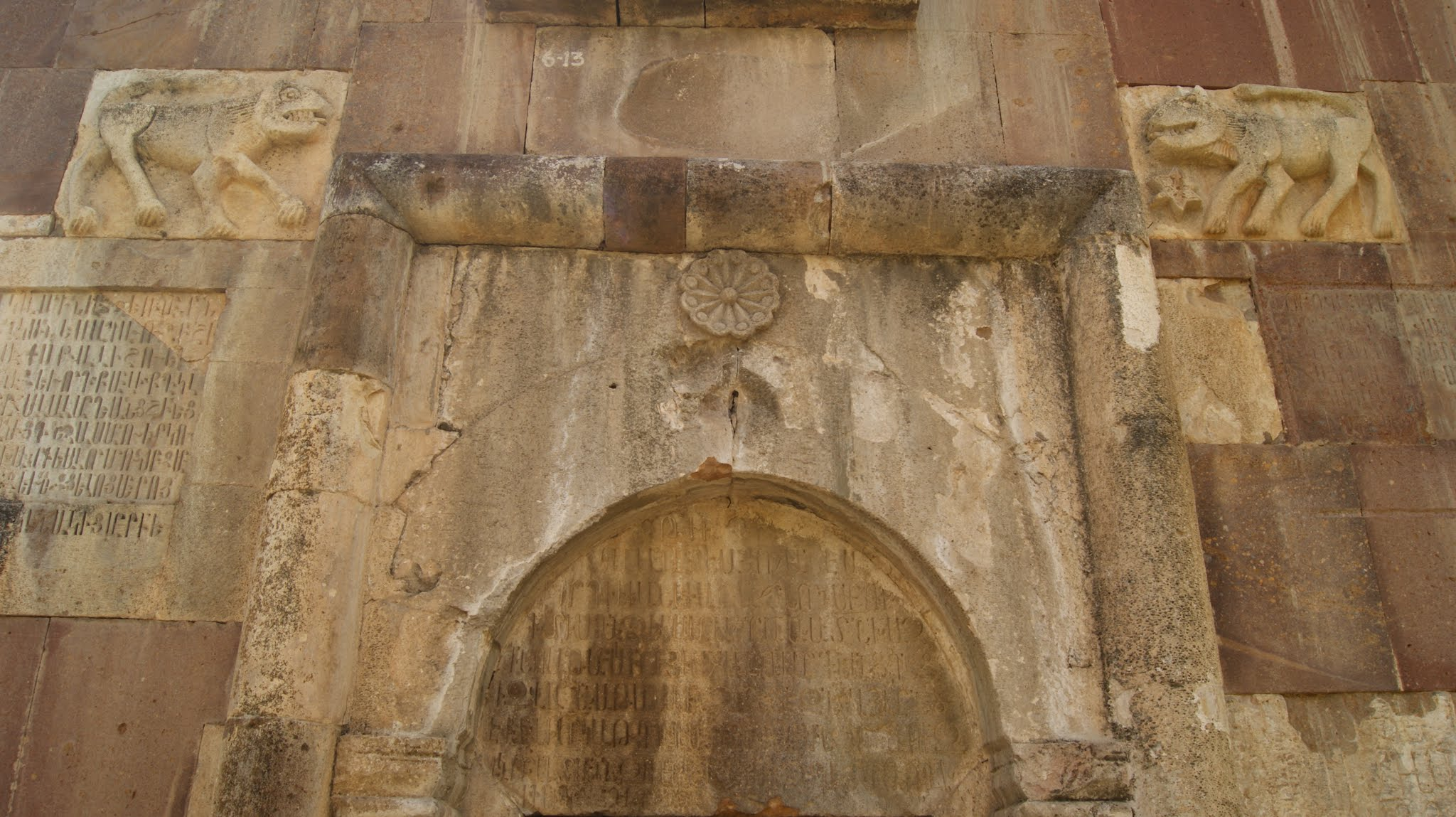
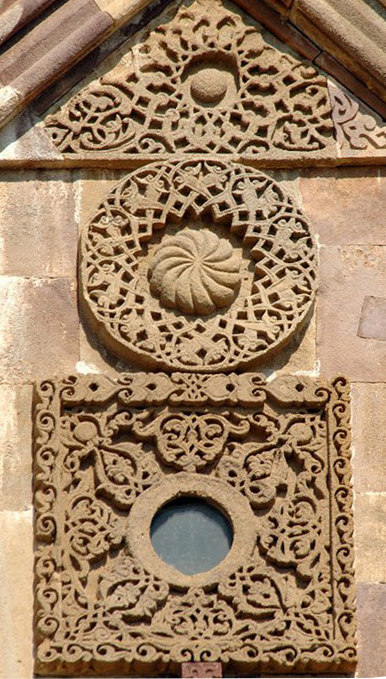
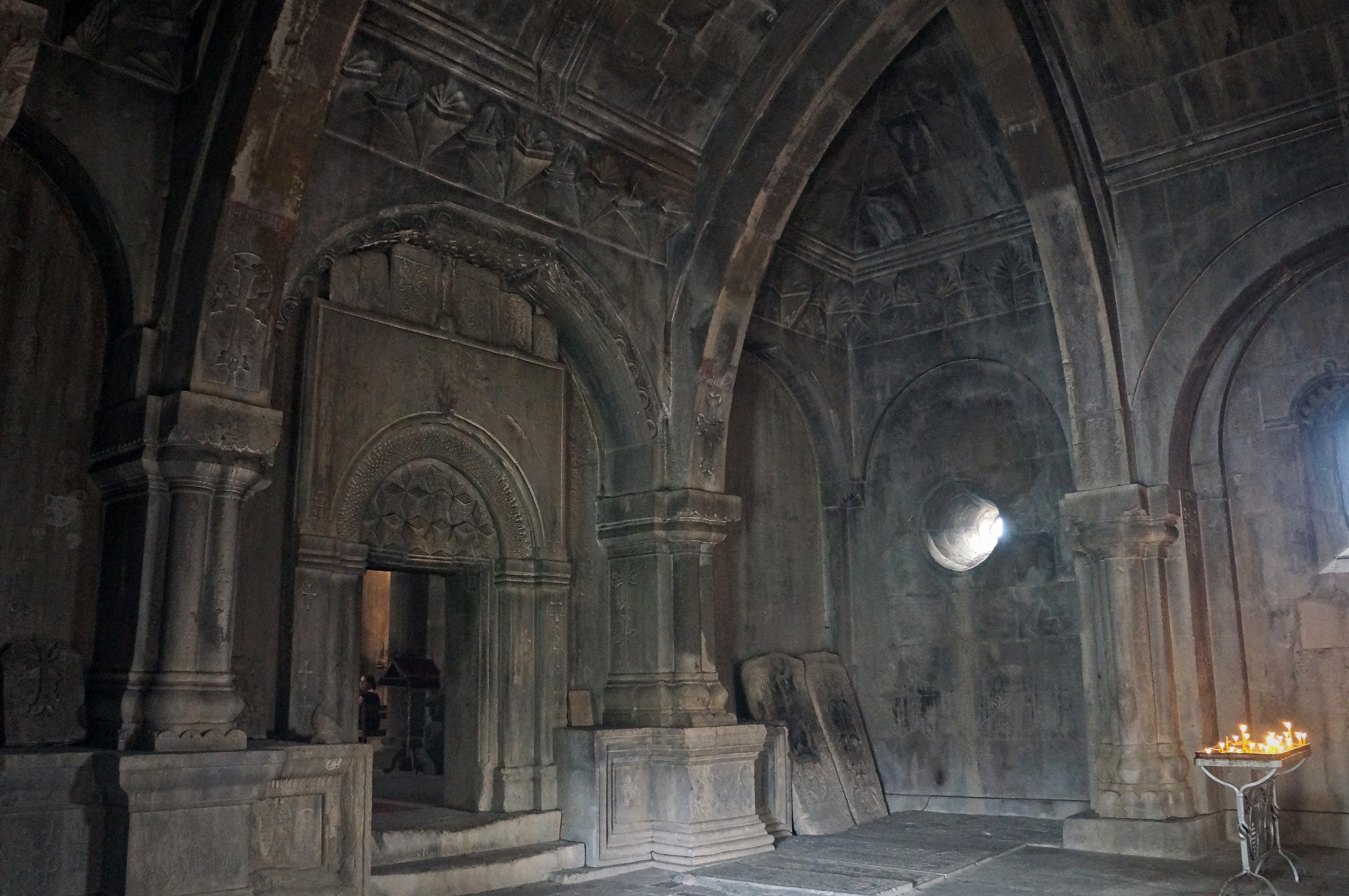
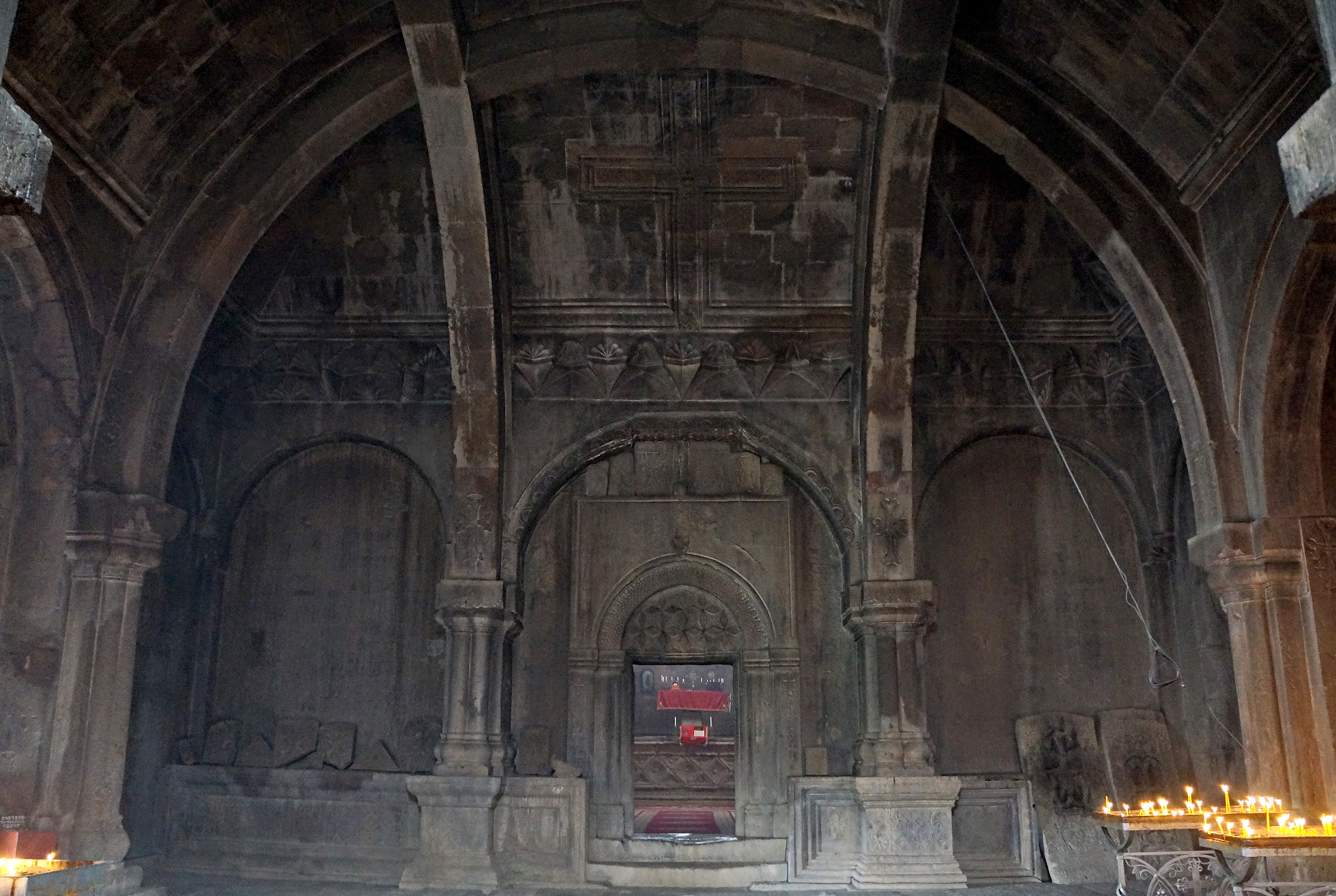
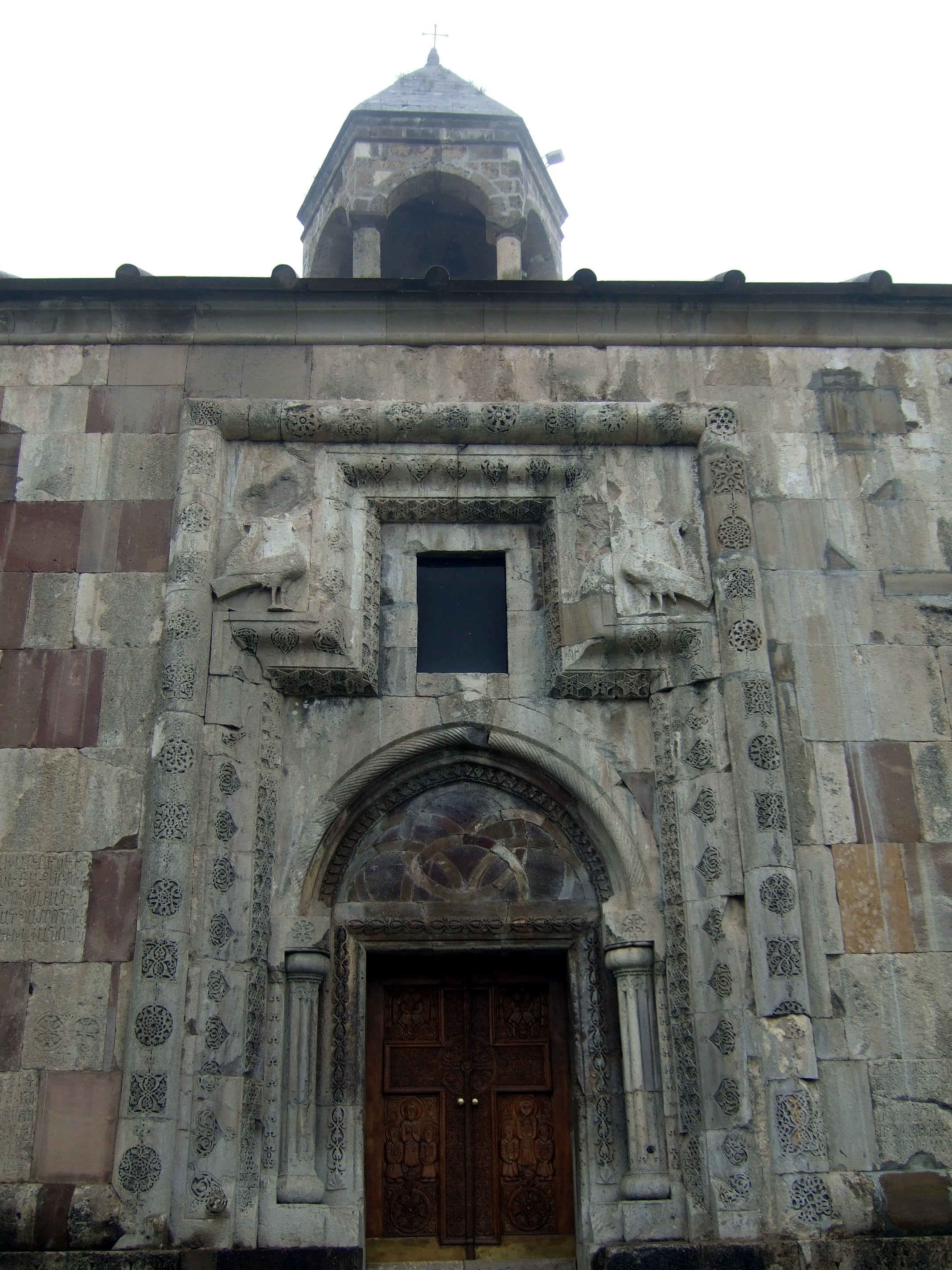